# Cartosio
Cartosio é uma comuna italiana da região do Piemonte, província de Alexandria, com cerca de 805 habitantes. Estende-se por uma área de 16 km², tendo uma densidade populacional de 50 hab/km². Faz fronteira com Castelletto d'Erro, Cavatore, Malvicino, Melazzo, Montechiaro d'Acqui, Pareto, Ponzone.

## Demografia
| Variação demográfica do município entre 1861 e 2011                               |
|                                                                                   |
| Fonte: Istituto Nazionale di Statistica (ISTAT) - Elaboração gráfica da Wikipedia |